# Seven Stories
『Seven Stories』は、森博嗣初の英語版短編集（電子書籍のみの販売）。作家の英語圏進出プロジェクト「The BBB」で既に刊行されていた短編７作品が収録されている。森の英語名表記は、MORI, Hiroshi。

## 概要
「彼女は、いつの間にか消えて、次の瞬間には、ぼくの近くにいるんだ。まるで魔女みたいに」（「どちらかが魔女」より）
日本ミステリィ界で既に20年も絶大な人気を誇り、TVドラマやTVアニメとしても成功した "S&M （犀川＆萌絵）シリーズ" からの2作品を含む、全7作品をおさめた森博嗣初の英語版短編集。巻末には、英訳者・清涼院流水の解説が収録されている。
なお、森作品は押井守監督によりアニメーション映画化された話題作『スカイ・クロラ』も英訳されている。

## 収録作品
- The Girl Who Was the Little Bird（『小鳥の恩返し』の英語版 [1]）
- A Pair of Hearts（『片方のピアス』の英語版 [2]）
- I'm In Debt to Akiko（『僕は秋子に借りがある』の英語版 [3]）
- Silent Prayer In Empty（『虚空の黙祷者』の英語版[4] ）
- Kappa（『河童』の英語版[5] ）
- The Rooftop Ornaments of Stone Ratha（『石塔の屋根飾り』の英語版。S&Mシリーズ作品[6] ）
- Which Is the Witch?（『どちらかが魔女』の英語版。S&Mシリーズ作品[7] ）